# Baustraße (Frankfurt am Main)
Die Baustraße ist eine Straße im Stadtteil Nordend von Frankfurt am Main. Sie verbindet die Eschersheimer Landstraße mit dem Bornwiesenweg.

## Geschichte
Von 1804 bis 1812 wurde die Frankfurter Stadtbefestigung niedergelegt. In der Folge kam es zu erster Bautätigkeit außerhalb der Wallanlagen. Im Jahr 1835 siedelten etwa drei Dutzend Familien nördlich des Eschenheimer Tors zwischen Eschersheimer Chaussee und Oeder Weg. 1851 wurde die erste Querverbindung zwischen beiden Straßen geschaffen, die Querstraße.
Die Stadt Frankfurt begann in den Folgejahren mit der Planung des Straßennetzes in dieser Gegend. 1859 wurden die Fluchtlinien der Baustraße festgelegt, 1862 folgte als Verlängerung die Sömmeringstraße, 1865 wurden Finkenhofstraße und Fichardstraße geschaffen, 1872 folgten die Heine- und die Lersnerstraße.
In den 1850er und 1860er Jahren wurden in dem neuen Viertel etwa 100 Häuser errichtet. Typischerweise handelte es sich um Vorstadthäuser auf quadratischer Grundfläche im Stil des Klassizismus. Einige der Häuser aus dieser Epoche stehen noch.

## Denkmalgeschützte Häuser in der Baustraße
In der Baustraße befinden sich eine Reihe von klassizistischen Häusern aus den ersten Jahrzehnten des Bestehens der Straße, die unter Denkmalschutz stehen.
| Bild                                   | Bezeichnung                | Lage                       | Beschreibung | Bauzeit                                            | Daten |
| -------------------------------------- | -------------------------- | -------------------------- | --- | -------------------------------------------------- | ----- |
| Baustraße 4                            | Mietshaus Baustraße 4      | Nordend, Baustraße 4 Lage  | Konventionelles Mietshaus im retardierenden Schema des Spätklassizismus.                                                              | 1887                                               |       |
| Baustraße 5                            | Etagenhaus Baustraße 5     | Nordend, Baustraße 5 Lage  | Nobles Etagenhaus der Neurenaissance nach Entwurf von Johann Christoph Welb mit klassizistischen Anklängen.                           | 1875                                               |       |
| Baustraße 6                            | Mietshaus Baustraße 6      | Nordend, Baustraße 6 Lage  | wie Baustraße 4. | 1875                                               |       |
| Baustraße 7                            | Etagenhaus Baustraße 7     | Nordend, Baustraße 7 Lage  | Nobles Etagenhaus der Neurenaissance nach Entwurf von Johann Christoph Welb mit klassizistischen Anklängen und spärlicher Bauplastik. | 1875                                               |       |
| Baustraße 8                            | Mietshaus Baustraße 8      | Nordend, Baustraße 8 Lage  | Mietshaus der Neurenaissance nach Entwurf von Louis Schwennhagen.                                                                     | 1891                                               |       |
| Baustraße 10                           | Mietshaus Baustraße 10     | Nordend, Baustraße 10 Lage | ähnlich wie Baustraße 8. | 1891                                               |       |
| Baustraße 12                           | Mietshaus Baustraße 12     | Nordend, Baustraße 12 Lage | Spätklassizistisches Mietshaus mit spärlichem Dekor in der Beletage.                                                                  | 1865                                               |       |
| Baustraße 14                           | Mietshaus Baustraße 14     | Nordend, Baustraße 14 Lage | Spätklassizistisches Mietshaus in konventionellen Formen.                                                                             | 1863                                               |       |
| Baustraße 16                           | Mietshaus Baustraße 16     | Nordend, Baustraße 16 Lage | Spätklassizistisches Mietshaus in Dimensionen einer Villa.                                                                            | 1872                                               |       |
| Baustraße 17 (Eingang links zu Nr. 15) | Mietshaus Baustraße 17     | Nordend, Baustraße 17 Lage | Nobles Mietshaus des Spätklassizismus mit antikisierenden Friesen und axialem Risalit.                                                | 1865                                               |       |
| Baustraße 19                           | Vorstadtvilla Baustraße 19 | Nordend, Baustraße 19 Lage | Spätklassizistische Vorstadtvilla mit Zwerchhaus und Einfriedung.                                                                     | 1863 (Kernbau) / 1902 (Zwerchhaus und Einfriedung) |       |